# 195
| [ Edytuj tabelę ] |                            |
| Cesarz Chin       | - 189 Han Xiandi 220       |
| Władca Korei      | - 179 Kogukch’ŏn 197       |
| Papież            | - 189 Wiktor I 199         |
| Król Partów       | - 191 Wologazes V 208      |
| Cesarz Rzymu      | - 193 Septymiusz Sewer 211 |

Rok 195 / CXCV
stulecia: I wiek ~
II wiek ~
III wiek

lata: 185 «
190 «
191 «
192 «
193 «
194 «
195
» 196
» 197
» 198
» 199
» 200
» 205

## Wydarzenia
- Azja
  - początek I wojny partyjskiej